# Oswyn Lywood
Oswyn George William Gifford Lywood (* 1895 in Gosport; † 1957) war ein britischer Fliegeroffizier im Ersten und Zweiten Weltkrieg. In der Zwischenkriegszeit war er für die Entwicklung einer britischen  Schlüsselmaschine verantwortlich, aus der schließlich die Typex-Maschine entstand. 

## Leben
Geboren in der Hafenstadt Gosport (Hampshire) im Süden Englands unweit von Portsmouth, nahm er als junger Fliegeroffizier (2nd Lieutenant) ab 1914 am Ersten Weltkrieg teil. Seine Einheit war das 1st Norfolk Regiment, das dem Royal Flying Corps (RFC) („Königliches Fliegerkorps“) unterstand, der damaligen Fliegertruppe des britischen Heeres.

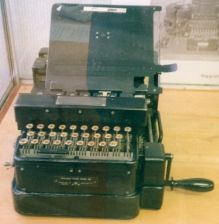
Die Schlüsselmaschine Typex, hier ein Modell Mk III, entstand unter Anleitung von Wing Commander Lywood.

In der Royal Air Force (RAF), der Nachfolgerin des RFC, stieg er in den 1930er-Jahren zum Wing Commander auf (entspricht dem deutschen Dienstgrad Oberstleutnant). Er wurde von der RAF beauftragt, die Entwicklung einer geeigneten britischen Schlüsselmaschine zu leiten. Nach einigen Fehlschlägen entschied er im Jahr 1934 energisch, die deutsche Enigma-Maschine zum Vorbild zu nehmen, und ordnete die Entwicklung einer „RAF-Enigma“ an. Dabei störte es ihn wenig, dass die Briten dies unter Verletzung der Enigma-Patentrechte machten, die vom deutschen Rechteinhaber  „Heimsoeth & Rinke“ (H&R) beziehungsweise dessen Vorläuferin, der Chiffriermaschinen AG (ChiMaAG), auch im Vereinigten Königreich angemeldet worden waren und dort Gültigkeit hatten.
Diese faktisch illegalen Nachbauten wurden von den Briten im Geheimen kryptographisch wesentlich verbessert und erwiesen sich im praktischen Einsatz ihrem deutschen Vorbild entscheidend überlegen. Die Folge war, dass während des Zweiten Weltkriegs die Briten zwar deutsche Enigma-Funksprüche brechen konnten (siehe auch: Kryptanalyse der Enigma), aber die Deutschen es niemals schafften, britische Typex-Sprüche zu entziffern. Im Gegenteil, die Briten nutzten die Typex nicht nur zur sicheren Verschlüsselung ihres eigenen militärischen Nachrichtenverkehrs, sondern darüber hinaus auch als Hilfsmittel bei der Entschlüsselung des deutschen Nachrichtenverkehrs.
Oswyn Lywood stieg später bis zum Air Vice-Marshal auf. Er starb 1957.